# ریتم (فیلم ۲۰۱۰)
«ریتم» (انگلیسی: Rhythm) یک فیلم است که در سال ۲۰۱۰ منتشر شد.